# Śląkfa

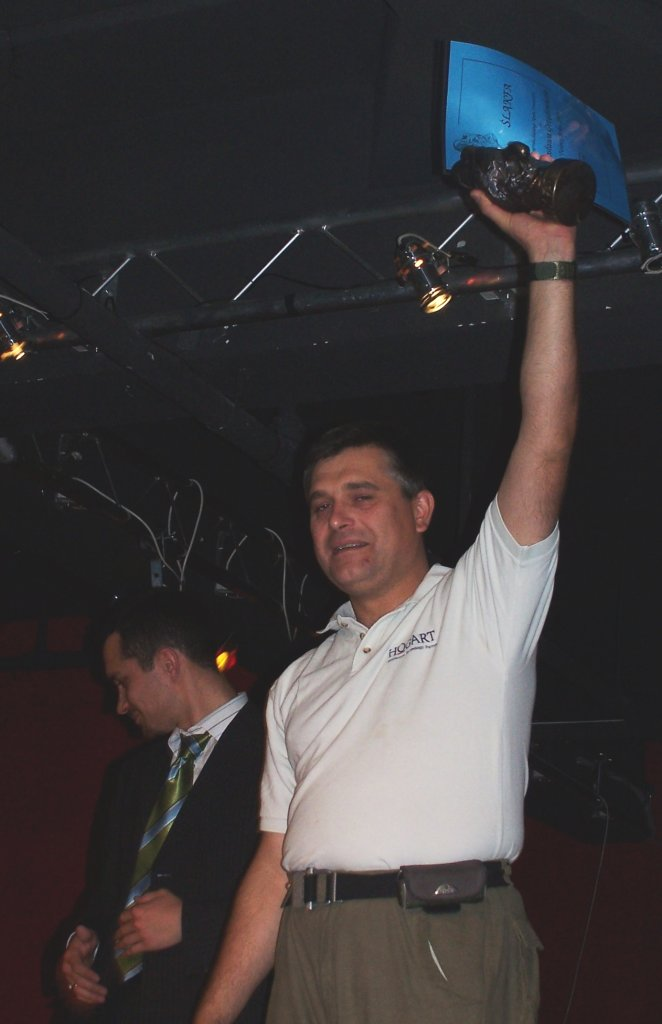
Jaroslaw Grzedowicz - vítěz v kategorii Twórca Roku 2005.

Śląkfa je nejstarší polská literární cena udělovaná od roku 1983 v žánru science fiction a fantasy. Každoročně ji uděluje nejstarší polský fandom Śląski Klub Fantastyki ve třech kategoriích:
- Twórca Roku
- Fan Roku
- Wydawca Roku

Autorem sošky je Marian Knobloch.